# Солончак (посёлок железнодорожной станции)
Солонча́к — посёлок железнодорожной станции в составе муниципального образования «Посёлок Верхний Баскунчак» Ахтубинского района Астраханской области. Население 7 человек (2010).

## История
Основан при открытии станции Солончак.

## География
Находится вблизи государственной границы России с Казахстаном. Уличная сеть отсутствует.
Абсолютная высота — 30 метров над уровня моря.

## Население
| 2002 | 2007 | 2010 |
| ---- | ---- | ---- |
| 0    | ↗10  | ↘7   |

Национальный и гендерный состав
По данным Всероссийской переписи населения 2010 года проживало 7 человек (5 мужчин, 2 женщин). Согласно результатам переписи 2002 года, в национальной структуре населения казахи составляли 100 % от общей численности в 4 человека.

## Инфраструктура
Обслуживание железной дороги.

## Транспорт
Железная дорога, действует станции Солончак.
Поселковые (сельские) дороги. Подъезд к шоссе к посёлку Верхний Баскунчак.